# Ramón Feced
Ramón Feced Gresa (Aliaga, Teruel, 4 de diciembre de 1894 – Madrid, 10 de abril de 1959) fue un abogado y político español.

## Biografía
Nació el 4 de diciembre de 1894 en Aliaga.
Notario y registrador de la propiedad en Teruel, como miembro del Partido Republicano Radical Socialista fue elegido diputado a Cortes en las elecciones de 1931 por la circunscripción de Teruel. En la crisis del radicalsocialismo se alineó con el sector más conservador, liderado por Félix Gordón Ordás. Fue ministro de Agricultura en el gobierno que, entre el 12 de septiembre y el 8 de octubre de 1933 presidió Alejandro Lerroux y que cayó al no superar el presidente del Consejo la cuestión de confianza que había presentado a las Cortes.
Se presentó a las elecciones de 1933 de nuevo por Teruel, en coalición con el Partido Republicano Radical, sin conseguir ser elegido. Tras el fracaso electoral, no siguió a Gordón Ordás en la creación de Unión Republicana, vinculándose en su lugar con el Partido Nacional Republicano de Felipe Sánchez-Román. Feced fue uno de los tres representantes del PNR, designado para la misma cartera que había ocupado en 1933, en el gobierno nonato del 19 de julio de 1936 presidido por Diego Martínez Barrio.
Con el inicio de la Guerra Civil se exilió en Francia, retornando al finalizar la contienda para continuar con su actividad profesional de registrador de la propiedad gracias a que ayudó a escapar a Ramón Serrano Suñer de las milicias antifascistas.
Falleció el 10 de abril de 1959 en Madrid.